# Monte Fravort
Il monte Fravort (o Hoabort nell'antica accezione mochena) (2.347 m s.l.m.) è una montagna appartenente alle Dolomiti di Fiemme, e si colloca nella sua parte più meridionale, a chiudere verso est la Val dei Mocheni assieme ai vicini Monte Gronlait, Oscivart e Hoabonti. Si trova nel punto di triplice frontiera tra i Comuni di Frassilongo, Roncegno Terme e Fierozzo.
È una cima facilmente raggiungibile sia da Roncegno Terme, partendo dal Rifugio Serot, sia dal Monte Panarotta partendo dagli impianti di risalita di Panarotta 2002, con dislivelli non impegnativi, ed è meta di numerosi scialpinisti per la relativa semplicità dell'itinerario verso la vetta.
La croce posta sulla vetta è stata danneggiata dalle intemperie, ed i suoi bracci laterali pendono fortemente verso il basso.